# Gonçalo Rodrigues da Câmara Lima
Gonçalo Rodrigues da Câmara Lima (Sé, Angra do Heroísmo, 14 de Dezembro de 1828 — Angra do Heroísmo, 21 de Setembro de 1879) foi um político e advogado açoriano, autor de diversas obras publicadas.

## Biografia
Exerceu a profissão de advogado de provisão na comarca de Angra do Heroísmo. Foi sub-delegado do Procurador Régio na Praia da Vitória. Exerceu vários cargos electivos, entre os quais o de procurador à Junta Geral do Distrito de Angra do Heroísmo.
Colaborou com vários jornais e almanaques, tendo escrito várias produções em prosa e verso.
Foi casado com Maria Guilhermina Pamplona Corte-Real de quem teve Teotónio Simão da Câmara Lima (1868-1928), jornalista e escritor, que casou com Maria de Mesquita Pimentel.